# Braunschwanz-Seeadler
Der Braunschwanz-Seeadler (Icthyophaga humilis; Syn.: Haliaeetus humilis) auch Braunschwanzseeadler geschrieben, ist ein großer Greifvogel aus der Familie der Habichtartigen (Accipitridae). Die in Süd- und Südostasien verbreitete Art ernährt sich ausschließlich von Fisch und kommt entsprechend nur in der Nähe fischreicher Gewässer vor. Die eher seltenen Vögel gelten vor allem auf Grund von Habitatverlust als potenziell gefährdet.

## Merkmale

### Körperbau und Aussehen

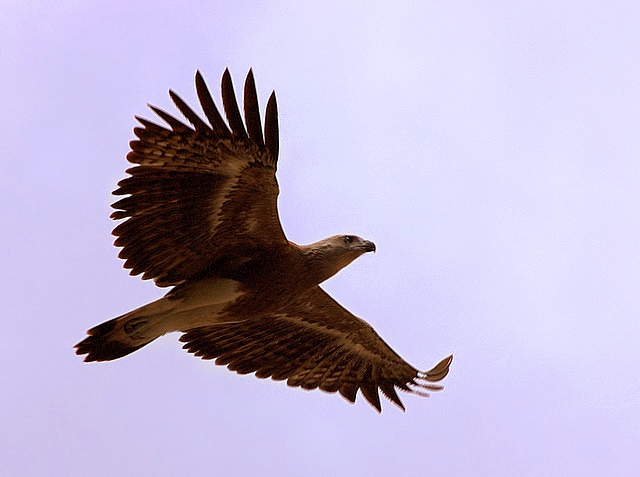
Braunschwanz-Seeadler im Flug

Der Braunschwanz-Seeadler ist ein vergleichsweise großer Vogel, ist mit einer Länge von 53 bis 68 cm und einer Flügelspannweite zwischen 120 und 165 cm dennoch die kleinste Art aus der Gattung der Seeadler. Das Gewicht der wenigen bislang gewogenen Exemplare lag bei 780 bis 785 g. Wie bei vielen Mitgliedern der Familie werden auch beim Braunschwanz-Seeadler die Weibchen deutlich größer als ihre männlichen Artgenossen, die im Schnitt nur etwa 75 % ihrer Größe erreichen. Ein weitergehender Sexualdimorphismus liegt bei der Art hingegen nicht vor. Die Flügel sind sehr breit und abgerundet, die Handschwingen werden im Gleitflug oft weit aufgefächert. Dabei werden die Flügel in einer geraden Linie mit dem Körper gehalten. Im Vergleich zu anderen Adlern gleitet die Art allerdings nur über eher kurze Strecken, stattdessen ist das Flugbild durch kraftvolle, an eine große Eule erinnernde Schläge geprägt. Der Kopf wirkt im Vergleich zum Körper recht klein. Der Schnabel ist kurz und sehr kräftig, der Oberschnabel ist dabei stark nach unten gebogen und endet in einem spitzen Haken. Der abgerundete Schwanz ist keilförmig und recht breit. Die unbefiederten Läufe enden in großen, kräftig gebauten Klauen, die gut zum Halten schlüpfriger Fische geeignet sind. Die Gefiederfärbung ist eher unauffällig und wird von Grau- und Brauntönen dominiert. Kopf und Nacken sind hell- bis mittelgrau gefärbt, oft findet sich hier ein angedeutetes, dunkleres Streifenmuster. In Richtung Rücken und Flügel geht die Färbung graduell in ein dunkles Braun über, das an den Handschwingen schließlich fast schwarz wirkt. Im Flug wirkt ihre Basis besonders dunkel. Der Schwanz ist grau-braun mit Ausnahme einer schwärzlichen Subterminalbinde, die Basis der Unterseite ist bei manchen Exemplaren weiß gesprenkelt. Die Färbung an Brust und Kehle ist sehr variabel und reicht von kastanienbraun bis grau, oft mit gut erkennbaren, dunklen Federschäften, die ein feines Strichelmuster bilden. Hiervon in starkem Kontrast abgesetzt sind ein reinweißer Bauch und ebenso gefärbte Flanken. Die unbefiederten Läufe sind mattweiß bis leicht bläulich gefärbt, die Klauen ebenso wie der Schnabel einheitlich schwarz. Zügel und Wachshaut zeigen eine grau-braune bis schiefergraue Färbung. Die Iris des Auges ist hell gelblich.

### Jungvögel
Immature Braunschwanz-Seeadler neigen zu einer allgemein blasseren Gefiederfärbung. Kopf, Rücken und Brust sind bei ihnen eher bräunlich, wobei vor allem die Brust leicht verwaschen wirkt und von einem breiten, weißen Streifenmuster durchzogen ist. Am Rücken finden sich häufig schmale, rotbraune Federsäume, während an manchen Stellen die noch deutlich hellere Basis der Federn durchscheint. Meist nur im Flug erkennbar ist ein deutlicher ausgeprägtes, weißes Fleckenmuster an der Basis des Schwanzes. Die Spitzen der Schwungfedern sind besonders dunkel. Die Iris ist zunächst noch braun und nimmt erst mit fortschreitendem Alter langsam die gelbliche Färbung der Adulten an.

### Verwechslungskandidaten
Der Braunschwanz-Seeadler teilt sich weite Teile seines Verbreitungsgebiets mit dem eng verwandten und optisch sehr ähnlichen Graukopf-Seeadler (H. ichthyaetus), wobei beide Arten jedoch in der Regel unterschiedliche Habitate bevorzugen. Darüber hinaus werden Graukopfseeadler meist größer, allerdings werden die größten Braunschwanz-Seeadler in etwa so groß wie die kleineren Vertreter des Graukopfseeadlers. Eine Unterscheidung ist in solchen Fällen anhand der grazileren Körperform des Braunschwanz-Seeadlers und einigen Details der Gefiederfärbung möglich. Am leichtesten fällt dies im Flug, anhand der eher einheitlich gefärbt wirkenden Flügel und einer klarer abgegrenzten Bänderung des Schwanzes.

### Stimme
Von Braunschwanz-Seeadlern sind eine Reihe von Lautäußerungen mit verschiedenen Funktionen bekannt. Die Stimme der Vögel wird allgemein als laut und nasal, wie ein klagendes, trauriges Schnattern, das besonders aus einiger Entfernung an Kinderlaute erinnern soll, beschrieben. Ein anderer Bericht beschreibt eine Serie tiefer, kläffender ow-Laute, die an eine große Möwe (Larus spec.) denken lassen. Ein typischer Ruf besteht aus 7 bis 10 kurzen hak-Lauten, gefolgt von einem längeren nyarrrrh. Dabei steigen die einzelnen Laute zunächst in Höhe und Lautstärke an, um dann zum Ende hin plötzlich abzufallen. Besonders während der Balz und der anschließenden Brutzeit sind Paare sowohl an ihrem Ansitz als auch während des Gleitflugs häufig im Duett zu hören. Nistende Paare bleiben durch einen dezidierten Kontaktruf miteinander in Verbindung, wobei dieser typischerweise vom am Nest verbliebenen Vogel initiiert wird. Besonders das Weibchen ruft seinen Partner regelmäßig zu sich, um von diesem am Nest abgelöst zu werden. Dieser Wechsel wird wiederum von aufgeregtem Rufen begleitet. Generell scheinen brütende Weibchen in dieser Zeit häufiger zu rufen als männliche Vögel. Außerhalb der Brutzeit gilt die Art als deutlich weniger ruffreudig.

## Habitat und Lebensweise
Der Braunschwanz-Seeadler ist typischerweise an schnell fließenden, von Wäldern umgebenden Bächen und Flüssen zu finden. Deutlich seltener werden auch Stillgewässer mit bewaldeten Ufern wie Sümpfe und Seen besiedelt. Eine isolierte Population im Süden Indiens hat sich außerdem scheinbar an vom Menschen aufgestaute, sehr langsam fließende Gewässer angepasst. Ähnliche Berichte existieren aus dem malaysischen Bundesstaat Sabah, wo die Art auch in küstennahen Mangroven und stark veränderten Lebensräumen wie Plantagen und teilweise abgeholzten Wäldern in der Nähe von Gewässern nachgewiesen wurde. Besonders im Osten ihres Verbreitungsgebiets kommt der Braunschwanz-Seeadler dabei auf Höhenlagen bis 1000 m vor. Weiter westlich in Richtung des Himalaya-Gebirges gelingen graduell immer seltenere Nachweise auch bis auf 2500 m Höhe, in Nepal lokal begrenzt sogar bis in Höhen von 4250 m. Braunschwanz-Seeadler leben normalerweise entweder solitär oder in Paaren, selten werden auch kleine Gruppen aus bis zu vier Individuen angetroffen, bei denen es sich vermutlich um Familienverbände handelt. Die Vögel verhalten sich dabei das ganze Jahr über territorial, fremde Artgenossen werden gemeinsam aus dem eigenen Territorium vertrieben. Die Größe der Reviere scheint regional zu variieren, während in Indien Paare in 2 bis 3 km (Corbett-Nationalpark) beziehungsweise 6 bis 7 km (Südindien) Abstand voneinander gefunden wurden, beanspruchen Vögel in Laos zwischen 15 und 25 km lange Flussabschnitte als Territorium.

### Ernährung und Jagdverhalten

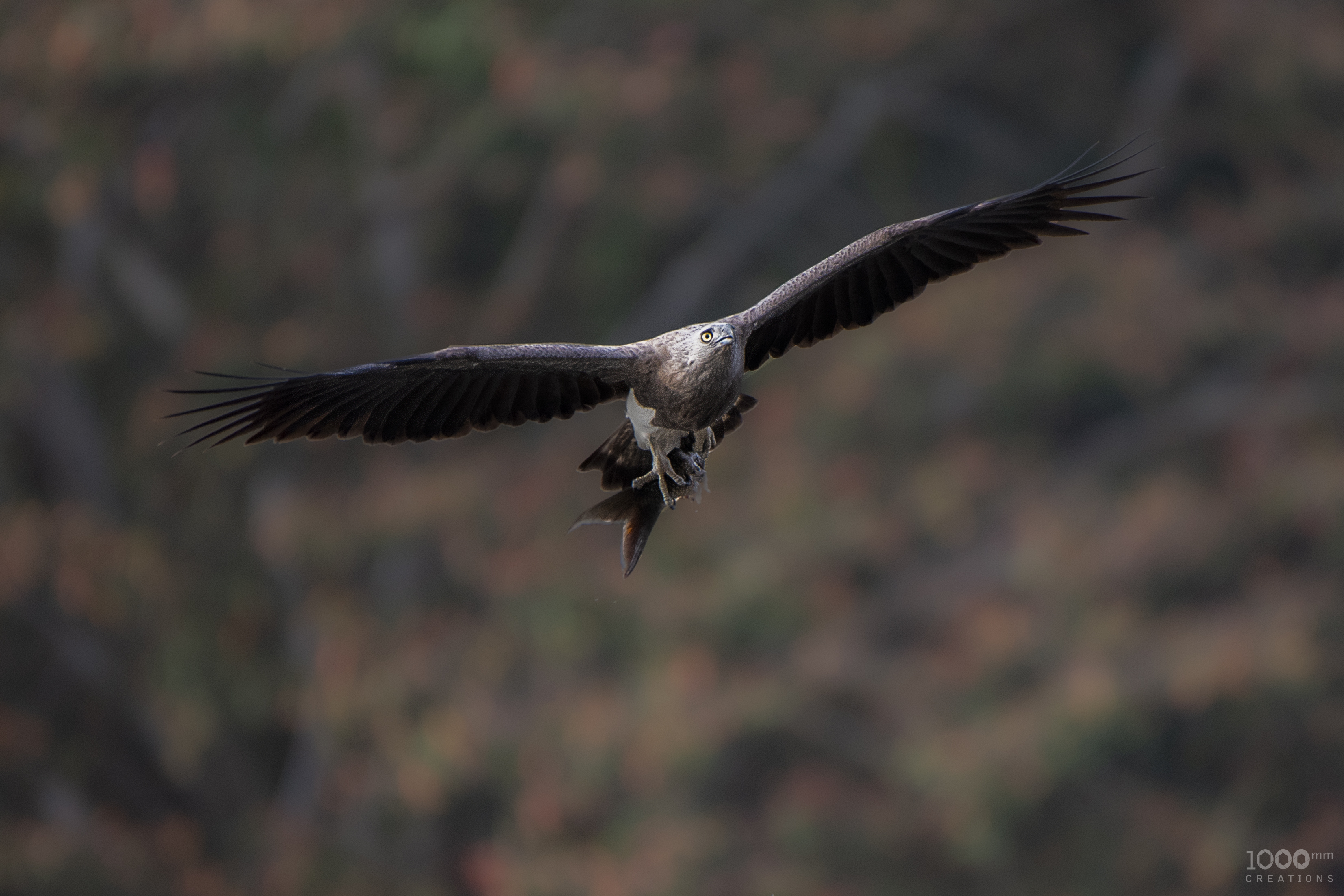
Braunschwanz-Seeadler mit erbeutetem Fisch

Braunschwanz-Seeadler sind ausschließlich Fischfresser. Zu den dokumentierten Beutetieren gehören Karpfenfische der Gattung Tor, Fransenlipper der Gattung Osteochilus und Buntbarsche der Gattung Etroplus. Darüber hinaus sind sie als Schädlinge für die kommerzielle Forellenzucht in der Region bekannt. Geschlagene Fische sind in der Regel zwischen 10 und 18 cm groß, seltener werden auch größere Tiere mit bis zu 30 cm Länge erbeutet. Jagdversuche finden am häufigsten in den späten Morgenstunden statt, haben die Vögel jedoch Nestlinge zu versorgen, jagen sie den ganzen Tag über. Bevorzugte Jagdmethode ist dabei die Ansitzjagd, bei der die Braunschwanz-Seeadler an einem überhängenden Ast oder einem Felsen im Fluss auf geeignete Beute im flachen Wasser warten. Wurde ein Fisch erspäht, starten die Vögel einen schnellen, direkten Flug zur Wasseroberfläche und schlagen die Beute im Moment der Landung mit ihren kräftigen Klauen. Dabei ist einer von etwa zwei bis drei Versuchen erfolgreich. Zeigt sich keine lohnenswerte Beute, wird regelmäßig zwischen einer Reihe bevorzugter Ansitze gewechselt. Deutlich seltener werden direkt unter der Oberfläche schwimmende Fische auch ohne zu landen mit vorgestreckten Klauen aus dem Flug heraus gegriffen. Gefangene Fische werden anschließend zum Verzehr zurück zum Ansitz getragen und dort mit den Füßen fixiert, während mit dem Schnabel Fleischstücke ausgerissen werden. Bei entsprechender Gelegenheit wird neben der aktiven Jagd auch Aas in Form von bereits verendeten Fischen aufgenommen. Bevor sie sich in den Abendstunden an ihre Ruheplätze begeben, können Braunschwanz-Seeadler außerdem dabei beobachtet werden, wie sie am Ufer Wasser aus dem Fluss trinken.

### Fortpflanzung
Über das Fortpflanzungsverhalten des Braunschwanz-Seeadlers liegen bislang nur wenige Berichte vor, die meist aus den westlichen und nordwestlichen Regionen des Verbreitungsgebiets stammen. Der Zeitraum der Brutzeit ist regional unterschiedlich, in Nordindien und Nepal erstreckt sie sich von März bis August, während sie in Myanmar in die Monate November bis April fällt. Während in Laos ein einzelnes Nest im April gefunden wurde, sind aus Südindien brütende Vögel im April und ein gerade flügge gewordener Jungvogel im Juli beobachtet worden. Dort fällt die Brutzeit offenbar mit dem regenreichen Monsun zusammen. Die Balz besteht aus langen, gemeinsamen Gleitflügen, bei denen beide Partner oft sehr laut und ruffreudig sind. Diese Zurschaustellungen unterscheiden sich im Flugbild von anderen Gleitflügen, indem die Flügel in deutlicher V-Haltung über der Körperebene gehalten werden. Die Füße werden dabei abwechselnd gerade nach hinten gestreckt oder locker herabhängen gelassen. Im Anschluss an die Balz finden in den frühen Morgenstunden regelmäßige Begattungen über einen Zeitraum von mehreren Wochen statt. Als Nistplatz dienen hochwüchsige, robuste Bäume, die entweder direkt am Ufer eines Gewässers stehen, oder maximal einige hundert Meter davon entfernt wachsen. Das eigentliche Nest wird dann von beiden Vögeln gemeinsam über einen Zeitraum von etwa einem Monat in einer Astgabel, üblicherweise 10 bis 20 m über dem Erdboden angelegt. Dabei handelt es sich um eine eher unordentlich und lose wirkende Konstruktion aus Stöcken und Ästen, die an der Innenseite mit grünen Blättern ausgekleidet wird. Neue Nester sind etwa 100 cm breit, mit einer Tiefe von 30 cm. Da jedoch viele Nester über mehrere Saisons wiederverwendet werden und ihnen immer neues Nistmaterial hinzugefügt wird, können sie nach einigen Jahren eine Dicke von bis zu 150 cm erreichen. Nach der Fertigstellung legt das Weibchen zwei bis drei, seltener auch vier Eier mit weißer Schale, deren Abmessungen circa 55–68 mm × 50–53 mm betragen. An der anschließenden Bebrütung beteiligen sich beide Partner, wobei das Weibchen normalerweise einen größeren Anteil übernimmt. Mehrmals am Tag nähert sich das Männchen unter lautem Rufen dem Nest und übergibt seiner Partnerin einen zuvor gefangenen Fisch, den diese dann außerhalb des Nestes verzehrt, während das Männchen in dieser Zeit das Gelege bebrütet. Selbstständig jagen tut das Weibchen in dieser Phase hingegen nur selten. Die Inkubationszeit der Eier ist bislang unbekannt, ebenso sind frisch geschlüpfte Nestlinge noch unbeschrieben. Bis zum Flüggewerden der Nachkommen vergehen etwa 11 bis 12 Wochen, die ersten 5 bis 6 Wochen dieser Zeit verlässt der weibliche Altvogel den Nistplatz nur selten, das Männchen ist derweil für das Heranschaffen von Nahrung verantwortlich. Diese wird zunächst durch die Mutter in kleine Stücke gerissen und an die Jungen verfüttert. Im Alter von circa 8 bis 9 Wochen versuchen diese erstmals eigenständig Nahrung aufzunehmen, sind zunächst dabei jedoch oft noch recht ungeschickt und können erst ab der 10. Woche einen Fisch wirklich selbstständig zerlegen. Die Mutter hält sich nun zunehmend seltener direkt am Nest auf, verbleibt jedoch in unmittelbarer Nähe und antwortet auf Rufe der Nachkommen. Das erstmalige Verlassen des Nistplatzes kündigt sich bei den Jungvögeln durch aufgeregtes Flattern mit den Flügeln und Hüpfen zwischen den Ästen des Baumes an. Auch nach dem Flüggewerden verbleiben die Jungen oft noch für einige Zeit in der Nähe und kehren regelmäßig zum Nest zurück. Wie lange junge Braunschwanz-Seeadler anschließend noch von ihren Eltern abhängig bleiben, ist noch nicht bekannt. Während der gesamten Zeit am Nest verhalten sich die Vögel sehr aggressiv gegenüber sich nähernden, möglichen Bedrohungen. Beide Altvögel nehmen dabei eine drohende Haltung mit ausgebreiteten Flügeln ein und rufen laut und ausdauernd. Besonders das Männchen verjagt Eindringlinge gegebenenfalls auch im Verfolgungsflug. Nestlinge beginnen dieses Verhalten nach einigen Wochen nachzuahmen, drohen dabei aber auch gegenüber eigentlich harmlosen Arten wie etwa der Hirtenmaina (Acridotheres tristis), die von den Adulten einfach ignoriert werden. Bekannte Nesträuber sind unter anderem Bengalische Hanuman-Languren (Semnopithecus entellus) und Buntmarder (Martes flavigula).

## Verbreitung und Gefährdung
Das Verbreitungsgebiet des Braunschwanz-Seeadlers erstreckt sich über weite Teile der Orientalis, ist dabei jedoch nicht zusammenhängend. Stattdessen ist das Vorkommen jeweils lokal auf Gebiete mit geeignetem Habitat beschränkt, generell gelten die Vögel heute als eher selten bis höchstens moderat häufig. Der Kern des Verbreitungsgebiets reicht vom Süden der malaiischen Halbinsel nordwärts durch Indochina bis in die nördlichen Regionen von Vietnam, Laos, Thailand und Myanmar. Vom Nordosten Myanmars aus zieht es sich als schmales Band weiter westwärts entlang des Himalaya durch den Süden Bhutans und Nepals bis in die Bundesstaaten Uttar Pradesh und Uttarakhand in Indien. Während der Rest der Art das ganze Jahr über standorttreu bleibt, migrieren diese westlichsten Populationen zur Brutzeit in tiefer gelegene Gebiete noch weiter nordwestlich, die größtenteils in Himachal Pradesh liegen. Darüber hinaus existiert in Südindien eine disjunkte Population in den Westghats sowie in Teilen der Ostghats und dem dazwischen liegenden Hochland von Dekkan. Neben diesen Festlandpopulationen besiedelt die Art mit Sumatra, Borneo, Natuna Besar, Sulawesi, Buru und den südwestlichen Molukken weite Teile des malaiischen Archipels. Einzelne Berichte über Braunschwanz-Seeadler auf der chinesischen Insel Hainan werden meist als Anzeichen einer dort noch vorhandenen, sehr kleinen Reliktpopulation gedeutet. In der Gesamtheit ergibt sich so ein theoretisches Verbreitungsgebiet mit einer Größe von mehr als zwei Millionen Quadratkilometern. Auf Grund von menschlicher Einflussnahme ist dieses Areal jedoch bereits deutlich geschrumpft und nimmt stetig weiter ab. Hauptgründe für diesen Habitatverlust sind das Abholzen von Flusswäldern, das Aufstauen und die Verschlammung von Flüssen sowie Überfischung. Vor allem in Indien kommt darüber hinaus dem zunehmenden Gebrauch von Pestiziden in der Landwirtschaft eine Rolle hinsichtlich der abnehmenden Bestandszahlen zu. Die IUCN stuft den Braunschwanz-Seeadler mit Stand 2016 als near threatened („potenziell gefährdet“) ein und schätzt den globalen Bestand auf etwa 10.000 bis 50.000 adulte Exemplare.

## Systematik

### Äußere Systematik
Die Erstbeschreibung des Braunschwanz-Seeadlers stammt aus dem Jahr 1841 und geht auf die beiden deutschen Zoologen Salomon Müller und Hermann Schlegel zurück. Als wissenschaftlichen Namen der neuen Art wählten die beiden Forscher zunächst das Binomen Falco humilis, womit sie die Art zunächst, wie bei vielen in dieser Zeit beschriebenen Greifvögeln üblich, zunächst in die Gattung der Falken stellten. Beim Holotyp handelt es sich um ein adultes, männliches Exemplar, das in der Nähe von Padang im Westen der indonesischen Insel Sumatra gesammelt worden war. Dieser Balg befindet sich heute im Besitz des naturgeschichtlichen Museums Naturalis in der niederländischen Stadt Leiden. Das Artepitheton entstammt dem lateinischen und bedeutet „klein“, was sich auf die geringe Größe des Braunschwanz-Seeadlers im Vergleich zu ähnlichen Arten bezieht. Die systematische Stellung der Art galt lange als umstritten. So wurde sie in der Vergangenheit unter anderem in die Gattungen Pontoaetus, Pandion und Polioaetus gestellt, bis sich schließlich eine Einordnung in die Gattung Icthyophaga durchsetzen konnte. Diese teilte der Braunschwanz-Seeadler sich mit seinem nächsten Verwandten, dem Graukopfseeadler. Phylogenetische Untersuchungen zu Beginn des 21. Jahrhunderts anhand der DNA der Vögel ergaben jedoch, dass diese beiden Arten in die Gattung der Seeadler (Haliaeetus) gestellt werden müssten, um eine angenommene Paraphylie dieses Taxons zu beheben. Des Weiteren bestätigten diese Forschungen den Status von Braunschwanz- und Graukopfseeadler als Schwesterarten. Spätere Untersuchungen zeigten jedoch eine Aufteilung der Gattung Haliaeetus in zwei Kladen, die wahrscheinlich im mittleren Miozän vor ca. 15 Millionen Jahren erfolgt ist. Eine Klade umfasst die großen Seeadlerarten auf den Nordkontinenten, die andere die kleineren Seeadler in Afrika, Südasien, auf Madagaskar, Australien, Neuguinea und den Salomonen. In der systematischen Datenbank der International Ornithologists’ Union und bei Birds of the World wird der Braunschwanz-Seeadler deshalb zusammen mit fünf anderen Seeadlerarten wieder der Gattung Icthyophaga zugeordnet.

### Innere Systematik
Innerhalb der Art werden zwei Unterarten als gültig betrachtet, die sich allerdings nur anhand ihrer Körpergröße voneinander unterscheiden. Um welche Form es sich bei den isoliert im Süden Indiens lebenden Vögeln handelt, ist darüber hinaus bislang ungeklärt.
- I. h. humilis (Müller & Schlegel, 1841) – Die Nominatform besiedelt die malaiische Halbinsel bis etwa auf Höhe der Tanintharyi-Region und den Südosten Vietnams sowie die Inseln des malaiischen Archipels.[3]
- I. h. plumbeus (Jerdon, 1871) – Diese Unterart bewohnt den restlichen Festlandteil des Verbreitungsgebiets, außerdem werden ihr auch die gelegentlichen Sichtungen auf der Insel Hainan zugeordnet. Obwohl ursprünglich als eigene Art Polioaëtus plumbeus beschrieben, gibt es bei adulten Exemplaren, mit Ausnahme der teils deutlich größeren Körpermaße, keine äußerlichen Unterschiede zu denen der Nominatform. Allerdings existieren Berichte über deutlichere Unterschiede bei Jungvögeln, für deren Bestätigung weitere Forschungen in der Zukunft und insbesondere Beschreibungen älterer, immaturer Vögel nötig wären.[3]